# Alexandrine de Bleschamp

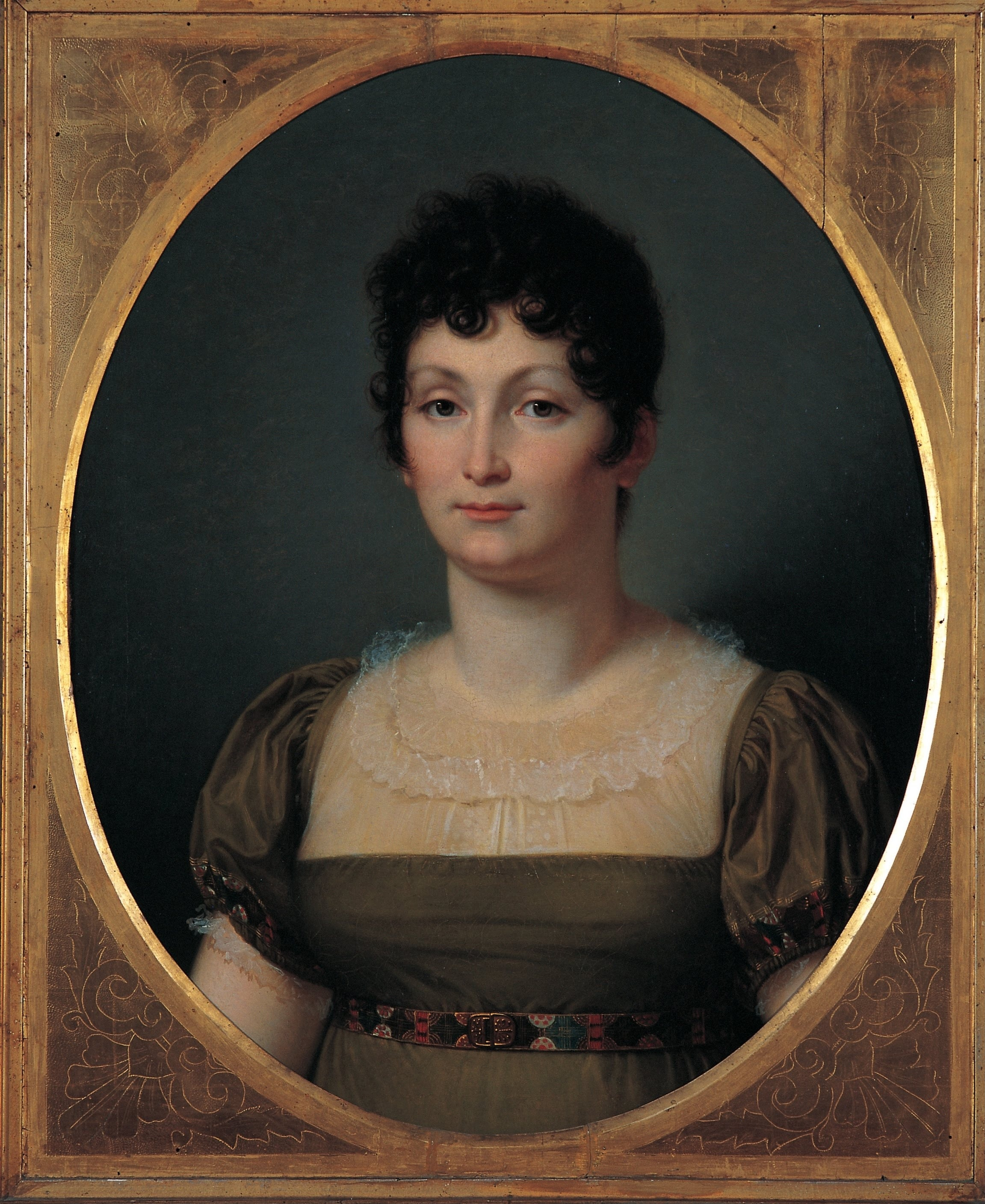
François Xavier Pascal Fabre, Alexandrine de Bleschamp, 1808

Marie Alexandrine Charlotte Louise Laurence de Bleschamp (* 23. Februar 1778 in Calais; † 13. Juli 1855 in Senigallia, Italien) war die zweite Ehefrau Lucien Bonapartes, eines Bruders von Napoléon Bonaparte, und Fürstin von Canino und Musignano.
Sie war die Tochter von Charles Jacob de Bleschamp, eines Anwalts am Parlement, Marinekommissars und Pächters der Tabaksteuer in Calais, und der Jeanne-Louise Philiberte Bouvet de Verneuil, deren Mutter Marie-Gasparde Grimod de Montgelas aus der Bankiersdynastie Grimod stammte. In erster Ehe heiratete sie den Bankier Hippolyte Jouberton, mit dem sie eine Tochter, Anna de Bleschamp, hatte. 
Ihre Hochzeit mit Lucien Bonaparte 1803 führte zu dessen Zerwürfnis mit Napoléon, seinerzeit noch Erster Konsul der Republik, der seine Geschwister mit Angehörigen der hochadeligen Familien Europas verheiraten wollte (siehe: Heiratspolitik der Bonaparte). Aus der Verbindung, die als nicht standesgemäß betrachtet wurde, gingen neun Kinder hervor:
- Charles-Lucien Bonaparte (1803–1857), der ein bekannter Ornithologe wurde
- Lætitia Bonaparte (1804–1871)
- Jeanne Bonaparte (1807–1829)
- Paul Bonaparte (1809–1827)
- Louis Lucien Bonaparte (1813–1891)
- Pierre Napoleon Bonaparte (1815–1881)
- Antoine Bonaparte (1816–1877)
- Marie-Alexandrine Bonaparte (1818–1874)
- Constance Bonaparte (1823–1879)